# Hinrich Ringerinck
Hinrich Ringerinck (død 1629 i København) var en tysk-dansk billedskærer fra Flensborg. Han menes at være indvandret fra Westfalen. Han nævnes første gang som stenhugger i Flensborg i 1583. Endnu i 1626 virkede han i Flensborg, men drog derefter til København, hvor han døde i 1629.
Gennem 40 år udførte Hinrich Ringerinck en række store billedskærerarbejder i Sønderjylland. Han var medlem af Flensborgs snedkerlav og måtte beskæftige en enkelt snedkersvend. 
Gennem 40 år udførte Ringerinck en lang række billedskærerarbejder. Orgelpulpituret i Vor Frue Kirke i Flensborg fra 1604 anses for at være hans hovedværk. Ringerincks værker kan stadig ses: Mariekirkens altertavle (1598), Helligåndskirkens prædikestol (1602), prædikestolen i Dybbøl Kirke (1605), prædikestolen i  Nybøl Kirke (1608), prædikestolen (1610) og døbefonten (1613) i Kliplev Kirke. 
Værkstedet producerede også udskårne kister, vindeltrapper, skabe og snitværksdele til verdslige møbler. 